# Harry J. Brooks
Pour les articles homonymes, voir Brooks.
Harry Joseph Brooks (né le 2 décembre 1902 à Southfield et mort le 25 février 1928 à Melbourne), est un pilote d'essai américain.
Son accident en Ford Flivver (le « Ford T des airs ») comme pilote d'essai pour la Stout Metal Airplane (en), filiale aéronautique de Ford, est cité comme un facteur déterminant de la sortie de Henry Ford du secteur de l'aviation à la fin des années 1920.

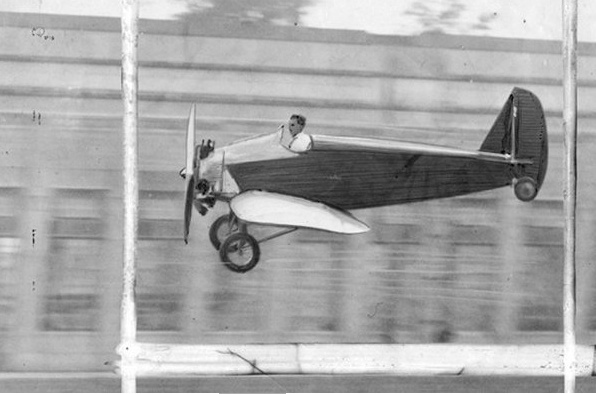
Brooks pilotant un Ford Flivver (vers 1927).